# Няньки (фільм, 1994)
«Няньки» (англ. Twin Sitters) — кінокомедія 1994 року автора сценарію і режисера Джона Парагона з Пітером Полом та Девідом Полом, Крістіаном Казінсом і Джозефом Казінс в головних ролях.

## Сюжет
Колишній партнер по тіньових справах загрожує великому бізнесмену Френку Хіллхерсту розправою в разі припинення співпраці. Побоюючись за життя двох племінників-близнят, Хіллхерст наймає відчайдушних, але добрих господарських і дбайливих братів-качків як охоронців.

## У ролях
| Актор            | Роль            |
| ---------------- | --------------- |
| Пітер Пол        | Пітер Фальконе  |
| Девід Пол        | Девід Фальконе  |
| Крістіан Казінс  | Бредлі          |
| Джозеф Казінс    | Стівен          |
| Рена Софер       | Джуді Ньюман    |
| Джаред Мартін    | Френк Гіллгерст |
| Баррі Деннен     | Томас           |
| Мазер Лав        | Пенні           |
| Джордж Лейзенбі  | Стромм          |
| Валентина Варгас | Лоліта          |

## Факти
- Перша гра, в яку грали Стівен та Бредлі, була Super Mario World, друга — Star Fox.
- На 32 хвилині Пітер і Девід дивляться по телевізору «Породження пекла» з Чаком Норрісом[5].
- В Україні фільм демонструвався на телеканалах ICTV, 1+1, Новий канал